# Amrita Sher-Gil
Amrita Sher-Gil (Budapest, 30 gennaio 1913 – Lahore, 5 dicembre 1941) è stata una pittrice ungherese naturalizzata indiana.
È stata definita una delle più grandi artiste d'avanguardia dell'inizio del XX secolo e una pioniera dell'arte moderna indiana.

## Primi anni e formazione
Amrita Sher-Gil nacque nel 1913 a Budapest, in Ungheria, da Umrao Singh Sher-Gil Majithia, un aristocratico sikh e studioso di sanscrito e persiano, e da Marie Antoniette Gottesmann, una cantante d'opera ungherese ebrea proveniente da una ricca famiglia borghese I suoi genitori si incontrarono per la prima volta nel 1912, mentre Maria Antonietta visitava Lahore.  Sua madre si recò in India come compagna della principessa Bamba Sutherland, nipote del Maharaja Ranjit Singh. Sher-Gil era la maggiore di due figlie: sua sorella minore era Indira Sundaram (nata Sher-Gil), madre dell'artista contemporaneo Vivan Sundaram. Trascorse gran parte della prima infanzia a Budapest.  Era la nipote dell'indologo Ervin Baktay, il quale notò per primo il talento artistico di Sher-Gil. La guidò nel suo lavoro e le diede una base accademica su cui crescere. Da ragazza dipingeva i domestici nella sua casa e li faceva posare per lei. I ricordi di questi modelli l'avrebbero portata infine al suo ritorno in India.
La sua famiglia affrontò problemi finanziari in Ungheria. Nel 1921 la sua famiglia si trasferì presso Shimla, in India, dove Sher-Gil iniziò presto a studiare pianoforte e violino. All'età di nove anni, insieme a sua sorella minore Indira, dava concerti e recitava in spettacoli al Gaiety Theatre di Shimla. Sebbene dipingesse dall'età di cinque anni, iniziò a studiare la pittura all'età di otto anni. A Shimla Sher-Gil godette di uno stile di vita relativamente privilegiato. Da bambina fu espulsa dal convento per essersi dichiarata atea.
Nel 1923 sua madre Marie conobbe uno scultore italiano che all'epoca viveva a Shimla. Nel 1924, quando tornò in Italia, anche lei si trasferì lì con Amrita e la fece iscrivere ad una scuola d'arte a Firenze. Amrita non vi rimase a lungo e tornò in India nel 1924, pur essendo attratta dalle opere dei maestri italiani.
A sedici anni Sher-Gil salpò con sua madre per Parigi, dove studiò prima all'Académie de la Grande Chaumière con Pierre Vaillent e Lucien Simon e successivamente all'École des Beaux-Arts. Qui trasse ispirazione da pittori europei come Paul Cézanne e Paul Gauguin.
Nel 1931 Sher-Gil si fidanzò brevemente con Yusuf Ali Khan, ma si diffuse la voce che avesse una relazione segreta con suo cugino e futuro marito Victor Egan. Le sue lettere rivelano inoltre relazioni omosessuali.

## Carriera

### 1932-1936: gli esordi, stili europei e occidentali
I primi dipinti di Sher-Gil mostrano una significativa influenza degli stili occidentali di pittura, più specificamente il postimpressionismo. Frequentò assiduamente gli ambienti bohémien di Parigi nei primi anni '30. Il suo dipinto a olio del 1932 intitolato Giovani donne la portò alla sua affermazione: grazie all'opera vinse numerosi riconoscimenti, tra cui una medaglia d'oro e l'elezione come associato del Grand Salon di Parigi nel 1933. Fu il membro più giovane di sempre, e l'unico asiatico ad aver ricevuto tale riconoscimento. Le sue opere durante questo periodo includono una serie di autoritratti, oltre alla vita a Parigi, studi di nudo, studi di nature morte e ritratti di amici e compagni di studio. La National Gallery of Modern Art di Nuova Delhi descrive i suoi autoritratti realizzati a Parigi come [catturare] l'artista nei suoi molti stati d'animo mentre rivela una striscia narcisistica nella sua personalità. 

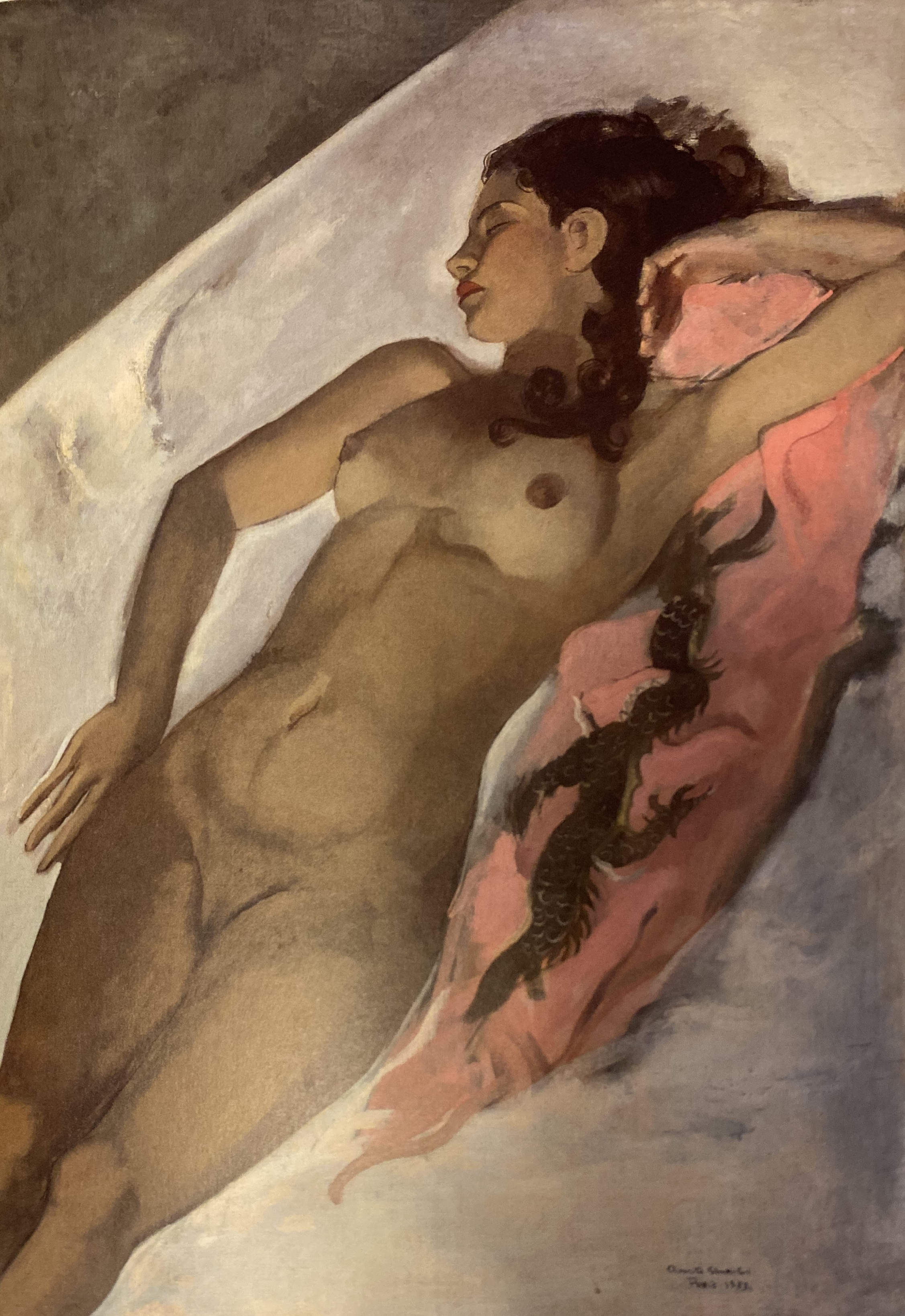
Dormire, 1932, olio su tela 112,5 x 79 cm, National Gallery of Modern Art, Delhi

Durante il suo soggiorno a Parigi, uno dei suoi professori diceva spesso che a giudicare dalla ricchezza della sua colorazione la personalità artistica di Sher-Gil avrebbe trovato la sua vera atmosfera ad est. Sher-Gill tornò in India alla fine del 1934.  Nel maggio del 1935 incontrò il giornalista inglese Malcolm Muggeridge, poi lavorò come assistente al montaggio per The Calcutta Statesman. Sia Muggeridge che Sher-Gil rimasero nella casa di famiglia a Summer Hill, Shimla e ebbero una breve e intensa relazione durante la quale dipinse un ritratto casuale del suo nuovo amante. In India iniziò una ricerca per la riscoperta delle tradizioni dell'arte indiana che sarebbe continuata fino alla sua morte. Fu molto colpita e influenzata dalle scuole di pittura Mughal e Pahari e dai dipinti rupestri di Ajanta.

### 1937-1941: carriera successiva, influenza dell'arte indiana
Nel 1937 fece un tour nell'India meridionale e produsse la sua trilogia di dipinti dell'India del Sud: Bride's Toilet, Brahmacharis e Abitanti del sud dell'India che vanno al mercato dopo la sua visita alle Grotte di Ajanta. Questi dipinti rivelano il suo appassionato senso del colore e un'empatia altrettanto appassionata per i suoi soggetti indiani, che sono spesso raffigurati nella loro povertà e disperazione. Ormai la trasformazione della sua opera era completa e aveva trovato la sua missione artistica che, secondo lei, era quella di esprimere la vita del popolo indiano attraverso le sue tele. Mentre era a Saraya, Sher-Gil scrisse a un amico: Posso solo dipingere in India. L'Europa appartiene a Picasso, Matisse, Braque... L'India appartiene solo a me. Il suo soggiorno in India segnò l'inizio di una nuova fase del suo sviluppo artistico, che si distinse dalla fase europea degli anni tra le due guerre quando il suo lavoro mostrò un impegno con le opere dei pittori ungheresi, in particolare la scuola di pittura di Nagybanya.
Sher-Gil sposò il suo cugino ungherese Victor Egan quando aveva 25 anni. Il dottor Egan aveva aiutato Sher-Gil ad abortire in almeno due occasioni prima del loro matrimonio. Si trasferì con lui in India e vissero a Gorakhpur, nell'Uttar Pradesh. Iniziò così la sua seconda fase di pittura che eguaglia il suo impatto sull'arte indiana con artisti del calibro di Rabindranath Tagore e Jamini Roy della scuola d'arte del Bengala. Il gruppo di artisti "Calcutta", che trasformò la scena artistica indiana, iniziò solo nel 1943, e il Progressive Artist's Group, con Francis Newton Souza, Ara, Bakre, Gade, Maqbool Fida Husain e Sayed Haider Raza tra i suoi fondatori, avanzò ulteriormente nel 1948. L'arte di Amrita fu fortemente influenzata dai dipinti di Rabindranath e Abanindranath Tagore, che furono i pionieri della Scuola di pittura del Bengala. I suoi ritratti di donne ricordano le opere di Rabindranath mentre l'uso del chiaroscuro e dei colori vivaci riflettono l'influenza di Abanindranath.
Fu durante la sua permanenza a Saraya che dipinse Village Scene, In the Ladies 'Enclosure e Siesta, che ritraggono tutti i ritmi piacevoli della vita nelle zone rurali dell'India. Siesta e In the Ladies 'Enclosure riflettono la sua sperimentazione con la scuola di pittura in miniatura, mentre Village Scene riflette le influenze della scuola di pittura di Pahari. Sebbene acclamato dai critici d'arte Karl Khandalavala a Bombay e Charles Fabri a Lahore come la più grande pittrice del secolo, i dipinti di Amrita trovarono pochi acquirenti. Viaggiò attraverso l'India con i suoi dipinti ma il Nawab Salar Jung di Hyderabad li restituì e il Maharaja di Mysore scelse i dipinti di Ravi Varma ai suoi.
Sebbene appartenesse a una famiglia strettamente legata al Raj britannico, la stessa Amrita era simpatizzante del Congresso Nazionale Indiano. Era attratta dai poveri, dalle sofferenze e dagli indigenti e i suoi dipinti di villici e donne indiane sono un riflesso meditativo della loro condizione. Fu anche attratta dalla filosofia e dallo stile di vita di Gandhi. Jawaharlal Nehru rimase incantato dalla sua bellezza e talento e la visitò quando si recò a Gorakhpur nell'ottobre del 1940. I suoi dipinti furono persino presi in considerazione per l'uso nella propaganda del Congresso per la ricostruzione del villaggio.
Nel settembre del 1941 Victor e Amrita si trasferirono a Lahore. Amrita era nota per le sue numerose relazioni sia con uomini che con donne. Si pensa che la sua opera Two Women sia un dipinto di se stessa e della sua amante Marie Louise. Alcuni dei suoi lavori successivi includono Tahitian (1937), Red Brick House (1938), Hill Scene (1938) e The Bride (1940). La sua ultima opera restò incompiuta poco prima della sua morte.
Nel 1941, a 28 anni, pochi giorni prima dell'apertura della sua prima grande mostra personale a Lahore, si ammalò gravemente e andò in coma. Morì poche ore dopo lasciando un grande volume di lavoro. La ragione della sua morte non fu mai accertata. Un aborto fallito e la successiva peritonite furono ipotizzate come possibili cause della sua morte. Sua madre accusò il marito medico Victor di averla uccisa. Il giorno dopo la sua morte, la Gran Bretagna dichiarò guerra all'Ungheria e Victor fu mandato in prigione come nemico nazionale. Amrita fu cremata il 7 dicembre 1941 a Lahore.

## Eredità
L'arte di Sher-Gil ha influenzato generazioni di artisti indiani come Sayed Haider Raza e Arpita Singh e la sua rappresentazione della condizione femminile ha reso la sua arte un faro per donne in generale sia in India che all'estero. Il governo indiano ha dichiarato le sue opere come beni artistici nazionali e la maggior parte di esse sono ospitate nella National Gallery of Modern Art di Nuova Delhi. Alcuni dei suoi dipinti sono anche esposti al Museo di Lahore.